# L'assassinat du grand-duc Serge
L'assassinat du grand-duc Serge è un cortometraggio del 1905 diretto da Lucien Nonguet.

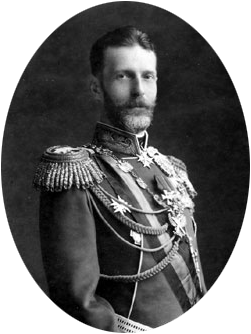
Sergej Aleksandrovič Romanov

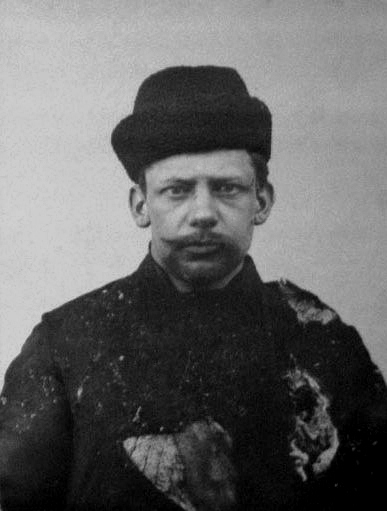
Fotografia di Ivan Kaljaev scattata appena dopo l'assassinio.

## Trama
Russia: Per programmare l'attacco al Granduca Serge, gli anarchici si riuniscono per trarre a sorte chi lancerà la bomba durante il passaggio della carrozza. A lancio avvenuto della bomba, l'anarchico ferito viene subito preso ed arrestato.

## Storia
Fatto realmente accaduto il 17 febbraio 1905, assassinio di Sergej Aleksandrovič Romanov per mano di Ivan Kaljaev.